# Sleeswijk (stad)
Sleeswijk (Duits: Schleswig, Deens: Slesvig, Zuid-Jutlands: Sljasvig) is een stad in het noorden van de Duitse deelstaat Sleeswijk-Holstein. Sleeswijk ligt aan de Schlei (Deens en Nedersaksisch: Sli), een 43 km lange inham van de Oostzee.

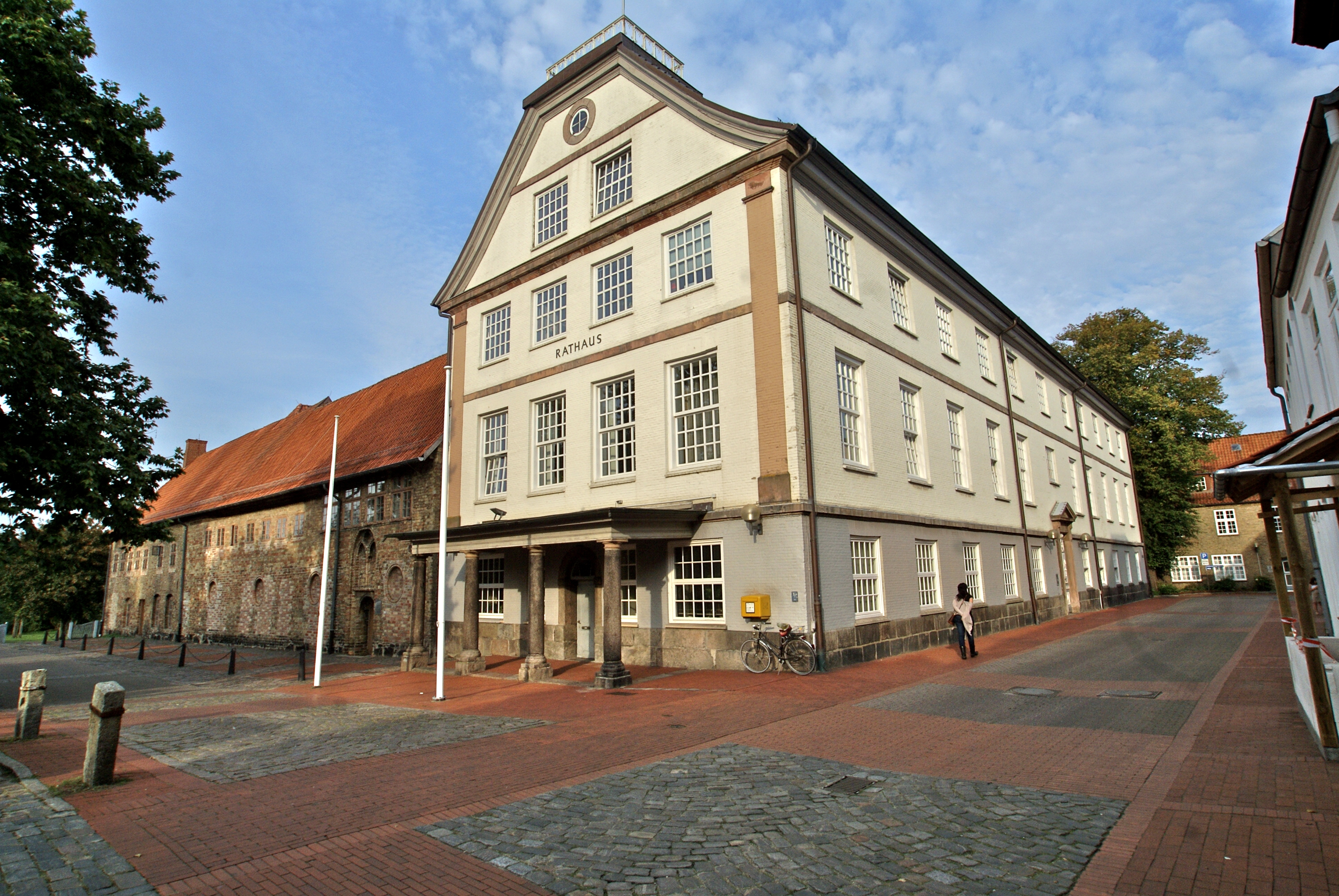
Stadhuis uit 1793

Met 25.322 inwoners is Sleeswijk de grootste stad in de Kreis Schleswig-Flensburg, daar de stad Flensburg zelf geen deel uitmaakt van de Kreis. Sleeswijk is tevens Kreisstadt.

## Geschiedenis
Sleeswijk wordt in 804 voor het eerst als Sliasthorp vermeld, een nederzetting van de Vikingen. Na verwoesting van de nabijgelegen handelsplaats Haithabu (Hedeby) in 1066 nam Sleeswijk de rol van handelsstad over.
Tot 1864 was het de hoofdstad van het Hertogdom Sleeswijk, dat toen tot Denemarken behoorde. Sinds 1864 is de stad Pruisisch en sinds 1868 de hoofdstad van de provincie Sleeswijk-Holstein. Sleeswijk bleef hoofdstad tot 1945/46 toen Kiel de hoofdstad werd van de nieuw opgerichte deelstaat Sleeswijk-Holstein. Ter compensatie werd de stad zetel van het Oberlandesgericht voor de deelstaat.

## Talen
In Sleeswijk woont een Deense minderheid. Zoals in de rest van de regio is er echter niet altijd overeenstemming tussen taal en nationale identiteit. Naast het Hoogduits wordt er ook Nedersaksisch gesproken. De oorspronkelijke Deense naam van de stad is Slesvig en de Nedersaksische is Sleswig.

## Bezienswaardigheden
- Slot Gottorf met de beide musea
- Sint-Petrusdom

## Geboren
- Sophia van Sleeswijk-Holstein-Gottorp (1569-1634), de facto regentes van het Hertogdom Mecklenburg-Schwerin
- Theodor Mommsen (1817-1903), historicus
- Hans von Seeckt (1866-1936), generaal
- Hermann-Bernhard Ramcke (1889-1968), generaal
- Hans Detlev Voss (1907-1976), graficus
- Thomas Heberer (* 1965), trompettist, componist

## Externe links

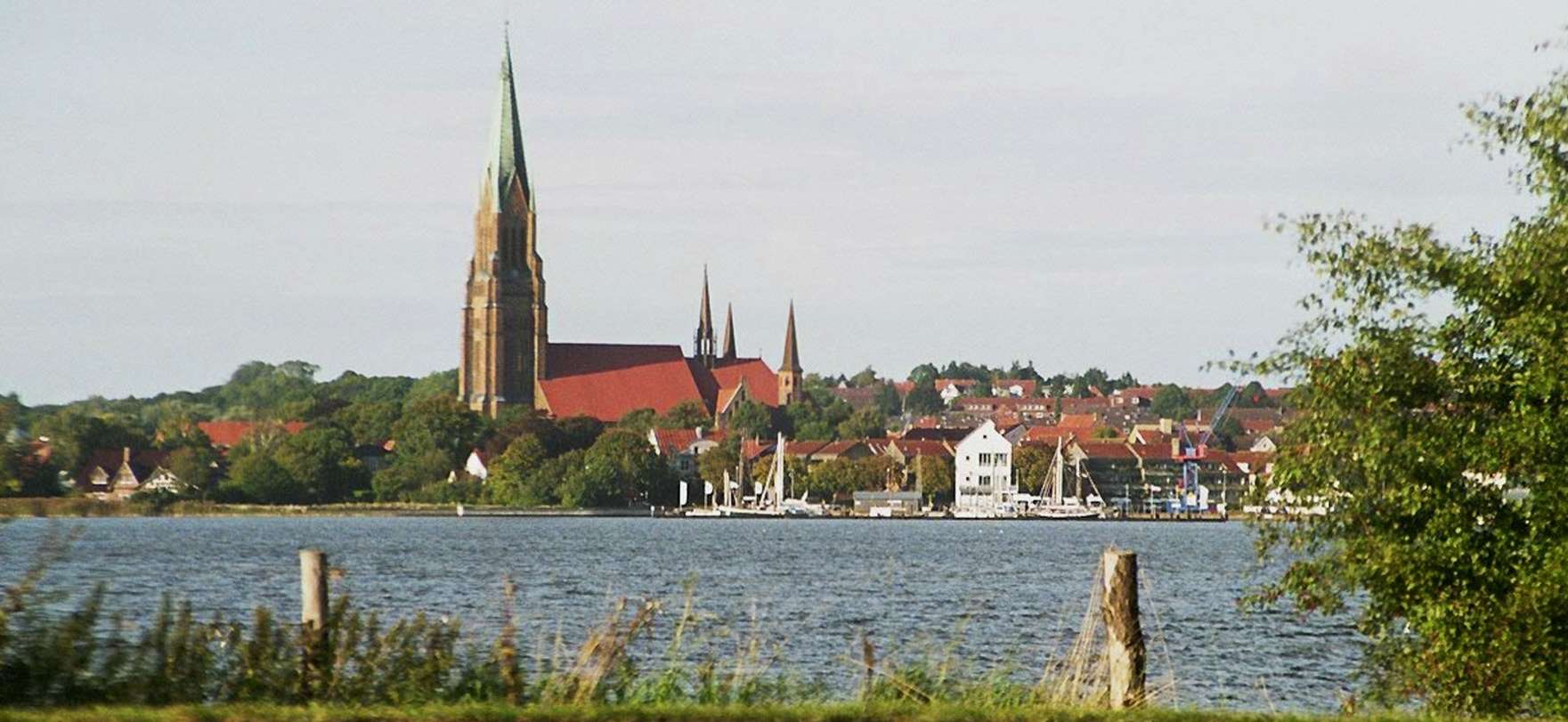
Sleeswijk